# Босанско Грахово
 Тази статия е за града в Босна и Херцеговина.  За общината вижте Босанско Грахово (община).  
Босанско Грахово (на хърватски: Bosansko Grahovo) е град в западна Босна и Херцеговина. Той се намира в близост до границата с Хърватия, в близост до градовете Дървар, Ливно и Гламоч. В административно деление е част от Кантон 10 на Федерация Босна и Херцеговина.
Според преброяването 1971 г. общината имала 10 565 жители, в това число:
- 10 110 сърби (95,69%)
- 364 хървати (3,44%)
- Бошнаци 14 (0,13%)
- Югославяни 37 (0,35%)
- 40 други (0,37%)

Според преброяването 1981 г. общината е имала 9032 жители, в това число:
- 7739 сърби (85,68%)
- 264 хървати (2,92%)
- 5 бошняци (0,05%)
- 952 югославяни (10,54%)
- 72 други (0,79%)

Според преброяването 1991 община Грахово имала 8311 жители, в това число:
- 7888 сърби (94,91%)
- 226 хървати (2,71%)
- 12 бошнаци (0,14%)
- Югославяни 135 (1,62%)
- 50 други (0,60%)

От 1929 до 1941 Грахово е част от Врбас Бановина на Кралство Югославия.
През есента на 1995 г., хърватските сили превземат града, което довежда до масово евакуиране на сърбите. След края на войната, сръбските цивилни се завръщат, и днес те отново образуват мнозинството от населението в общината.